# 三谷隆博
三谷 隆博（みたに たかひろ、1949年（昭和24年）1月8日 - ）は、日本の団体役員。
年金積立金管理運用独立行政法人（GPIF）理事長として、2015年度に数兆円規模の損失を出し、同年度末、任期を4年残し中期計画の半ばにして体調不良を理由に辞任した。GRIF理事長就任前には、日本銀行横浜支店長、同審議役、同理事、日本アイ・ビー・エム特別顧問を歴任。

## 略歴
- 1949年（昭和24年）1月8日生。大阪府出身[5]。
- 1967年（昭和42年）3月：大阪府立天王寺高等学校卒業
- 1971年（昭和46年）6月：東京大学法学部卒業
- 同年7月：日本銀行入行
- 1989年（平成元年）5月：同営業局証券課長
- 1990年（平成2年）5月：同業務局総務課長
- 1992年（平成4年）2月：同営業局金融課長
- 1993年（平成5年）5月：同横浜支店長
- 1994年（平成6年）10月：同大阪支店副支店長
- 1996年（平成8年）11月：同審議役（日銀法担当）
- 1997年（平成9年）7月：同政策委員会室長
- 1998年（平成10年）7月：同審議役（信用機構担当）
- 2000年（平成12年）5月：同理事就任
- 2004年（平成16年）5月：同理事退任
- 同年7月：日本アイ・ビー・エム特別顧問就任
- 2007年（平成19年）6月：すてきナイスグループ社外監査役（非常勤）就任
- 2009年（平成21年）6月：セントラル短資FX社外取締役就任[6]
- 2010年（平成22年）3月：日本アイ・ビー・エム特別顧問退任、すてきナイスグループ社外監査役辞任[7]、セントラル短資FX社外取締役辞任[8]
- 同年4月1日：年金積立金管理運用独立行政法人（GPIF）理事長就任[9]
- 2015年（平成28年）4月：年金積立金管理運用独立行政法人（GPIF）理事長再任[2]
- 2016年（平成28年）3月：数兆円規模の損失を計上、体調不良によりGPIF理事長を辞任